# El deseo (telenovela)
El deseo fue una telenovela argentina producida y emitida por la cadena Telefe durante el año 2004. Pretendía seguir las líneas de la producción anterior, Resistiré, pero no tuvo los resultados esperados. Por lo cual, se decidió adelantar su final. Protagonizada por Natalia Oreiro, Soledad Silveyra, Daniel Kuzniecka, Claudio Quinteros y Daniel Fanego. Coprotagonizada por Mónica Scapparone, Vera Carnevale, Carlos Kaspar, Martín Slipak, Guillermo Pfening, Lucrecia Oviedo y Ezequiel Antonini. También, contó con las actuaciones especiales de Luis Luque, Érica Rivas, Jorge Suárez y las primeras actrices Alicia Bruzzo y Susana Campos. Las participaciones de Claudio Rissi y Mariano Torre como actores invitados. Y la presentación de Mauricio Navarro.

## Historia
El Deseo es un pequeño pueblo que tiene aguas termales curativas, pero también un pantano que todos prefieren evitar. Como en todo pueblo chico hay pasiones, secretos y misterios. Sus habitantes giran alrededor del Spa y del hotel propiedad de Dalmiro Bernal y de su mujer Mercedes. La excepción es Flauta, un artista bohemio que los desprecia. La hija de los Bernal es Antonia y su novio es Máximo, al que Dalmiro considera su sucesor. Luisa, la madre de Mercedes, esconde uno de los oscuros secretos que guarda el pantano. Todos los personajes están ligados a los Bernal, ya sea por razones laborales, sociales o afectivas. Por diversas circunstancias llegan al pueblo Carmen y Javier. Carmen es una artista de variedades sin mucha suerte en su trabajo que tiene la esperanza de hacerse con un dinero para poder emigrar. Javier va para cumplir con un trabajo e irse. Pero El Deseo los retiene. Ambos se quedan y sus vidas cambian para siempre. También cambia la vida del pueblo. Las pasiones contenidas estallan. Los secretos y los misterios comienzan a revelarse. Ya nadie va a poder seguir siendo el que era antes.
La novela fue filmada en el pueblo de Manzanares a 60 km de CABA, Partido de Pilar, Pcia de Bs. As.

## Elenco

### Protagonistas
| Actor o actriz    | Personaje |
| ----------------- | --------- |
| Natalia Oreiro    | Carmen    |
| Soledad Silveyra  | Mercedes  |
| Daniel Fanego     | Dalmiro   |
| Daniel Kuzniecka  | Javier    |
| Claudio Quinteros | Máximo    |

### Coprotagonistas
| Actor o actriz | Personaje  |
| -------------- | ---------- |
| Alicia Bruzzo  | Santillana |
| Luis Luque     | Flauta     |

### Secundarios
| Actores           | Personaje       |
| ----------------- | --------------- |
| Susana Campos     | Luisa           |
| Mauricio Navarro  | Simón           |
| Mariano Torre     | Pedro           |
| Vera Carnevale    | Antonia         |
| Jorge Suárez      | Segundo Rosales |
| Claudio Rissi     | Hilario         |
| Érica Rivas       | Faustina        |
| Mónica Scapparone | Mabelita        |
| Carlos Kaspar     | Félix           |
| Lucrecia Oviedo   | Juana           |
| Guillermo Pfening | Luis            |
| Martín Slipak     | Bruno           |
| Lucía Maciel      | Pepa            |
| Michel Noher      | Manuel          |
| Ezequiel Antonini | Cristóbal       |
| Oscar Núñez       | Almeida         |

### Participaciones Especiales
| Actor o actriz  | Personaje        |
| --------------- | ---------------- |
| Julio Vieyra    | Manuel Tomassini |
| Mario Moscoso   | El Loco del Agua |
| Celina Font     | Grace Tomassini  |
| Esther Goris    | Mabel Lebrero    |
| Augusto Larreta | Don Bernal       |
| Andrea Galante  | Coral            |
| Azul Lombardía  | Mariana          |
| Marcelo Alfaro  | Funes            |

## Ficha técnica
- Una Producción De: Telefe Contenidos
- Autores: Gustavo Belatti – Mario Segade
- Libro: Gabriela Elena – Marcelo Camaño
- Colaboración Autoral: Marisa Quiroga – Marcela Satz
- Dirección De Fotografía: Pedro Suárez
- Dirección De Exteriores: Miguel Colom – Pablo Ambrosini
- Producción En Exteriores: Alelen Villanueva – Marcos Franco – Ignacio Sanz – Lorena Blanco
- Asistentes De Dirección: Diego Sánchez – Pablo Vázquez – Damián González
- Dirección De Piso: Carlos Luna
- Producción En Estudio: José Luis Tenaglia – Silvia Caumon
- Post-Producción: Hernán Luna – Carla Scoti
- Edit-Box: Adrián Pardo
- Edición: Chino Palacios
- Producción Y Logística: Romina Bellini – Soledad Pazos – Andrea Sabattino – Inés Leguizamón
- Casting: Claudia Zaefferer
- Sonido: Jorge Civallero – Luis Quiroga – Luis Rojo
- Musicalización: Maxi Riquelme
- Iluminación: Francisco Grieco – Armando Catube – Diego Cascini
- Vestuario: Anabella Mosca – Jimena Galeano
- Escenografía: Martín Seijas
- Ambientación: Ana Valeria Fernández – Gabriela Pereyra
- Productor Ejecutivo: Marcos Gorban
- Coordinadora De Producción: Lala Franco
- Coordinador Artístico: Claudio Meilán
- Productor Técnico: Leonardo Faggiani

## Sucesoras
| Predecesor: Resistire | El Deseo Lunes a viernes a las 22:30 y los miércoles a las 23:00 19 de abril de 2004 - 29 de septiembre de 2004 | Sucesor: Conflictos en red |

- Datos: Q3721053